# Daniel Coulombe (baseball)
Daniel Paul Coulombe (né le 26 octobre 1989 à Scottsdale, Arizona, États-Unis) est un lanceur de relève gaucher des Orioles de Baltimore de la Ligue majeure de baseball.

## Carrière
Daniel Coulombe est repêché à deux reprises par les Dodgers de Los Angeles : d'abord en 2008 au 17e tour de sélection alors qu'il joue toujours à son école secondaire, ensuite en 25e ronde en 2012 alors qu'il porte les couleurs des Red Raiders de l'université Texas Tech. 
Après une saison passée au niveau Double-A des ligues mineures chez les Lookouts de Chattanooga, Coulombe fait le bond vers le baseball majeur et débute avec les Dodgers le 16 septembre 2014, face aux Rockies du Colorado.
Après être apparu dans 10 matchs des Dodgers en 2014 et 2015, Coulombe voit son contrat être vendu aux Athletics d'Oakland le 10 septembre 2015.